# Marco Zanni

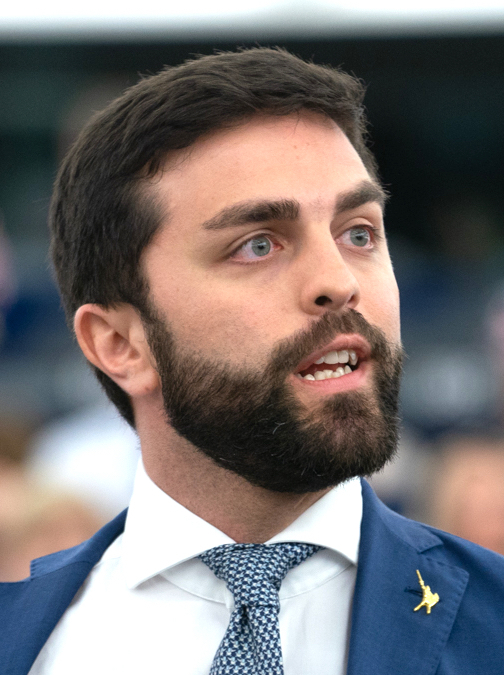
Marco Zanni

Marco Zanni (* 11. Juli 1986 in Lovere, Provinz Bergamo) ist ein italienischer Politiker der Lega (bis 2017 Movimento 5 Stelle). Er war von 2014 bis 2024 Mitglied des Europäischen Parlaments und von 2019 bis 2024 Vorsitzender der mittlerweile aufgelösten Fraktion Identität und Demokratie (ID).

## Leben
Nach dem humanistischen Abitur am Liceo Decio Celeri in der lombardischen Kleinstadt Lovere absolvierte Zanni ein Studium der Betriebswirtschaft an der Università Commerciale Luigi Bocconi in Mailand, das er 2008 abschloss. Anschließend machte er 2010 einen Master of Science in Internationalem Management an der ESADE in Barcelona. Danach arbeitete er bis 2012 als Finanzanalyst bei der Bank Intesa Sanpaolo und dann bei der Investmentbank Banca IMI.
Als Vertreter der populistischen Fünf-Sterne-Bewegung (Movimento 5 Stelle) im Wahlkreis Nordwestitalien wurde Zanni bei der Europawahl 2014 in das Europäische Parlament gewählt. Dort saß er bis Januar 2017 wie die übrigen Vertreter der Fünf-Sterne-Bewegung in der EU-skeptischen Fraktion Europa der Freiheit und der direkten Demokratie (EFDD). Er war Mitglied im Haushaltsausschuss, im Ausschuss für Wirtschaft und Währung, im Sonderausschuss zu Steuerentscheidungen und Maßnahmen ähnlicher Art oder mit vergleichbaren Folgen (2015–2016), Delegierter für die Beziehungen zu den Ländern Südostasiens und der Vereinigung südostasiatischer Staaten (ASEAN), für den Parlamentarischen Stabilitäts- und Assoziationsausschuss EU-Serbien sowie für die Beziehungen zu Iran. Im November 2014 war Zanni Initiator eines Misstrauensantrags gegen die EU-Kommission Juncker wegen der Verwicklung des Kommissionspräsidenten Jean-Claude Juncker in den Luxemburg-Leaks-Skandal. Die Mehrheit des Parlaments lehnte den Antrag jedoch ab.
Im Januar 2017 wechselte Zanni im Europäischen Parlament zur rechtsextremen Fraktion Europa der Nationen und der Freiheit (ENF), der u. a. die Abgeordneten der französischen Front National, der Lega Nord und der FPÖ angehörten. Zugleich verließ er den Movimento 5 Stelle. Nach einer Zeit als parteiloser Abgeordneter trat er im Mai 2018 der Lega Nord bei. Auf deren Liste wurde er bei der Europawahl 2019 wiedergewählt. Seit Juni 2019 ist Zanni Vorsitzender der rechtspopulistischen EU-Parlamentsfraktion Identität und Demokratie, die mit 62 Abgeordneten die sechstgrößte Fraktion ist und u. a. Vertreter der Lega, des französischen Rassemblement National und der AfD umfasste. Zudem gehörte er auch in dieser Legislaturperiode dem Ausschuss für Wirtschaft und Währung an und war Delegierter für den Parlamentarischen Stabilitäts- und Assoziationsausschuss EU-Serbien. 2024 stellte Zanni den erfolgreichen Antrag, die AfD aus der Identität-und-Demokratie-Fraktion auszuschließen.